# Dionisio Fierros Álvarez
Dionisio Fernández Álvarez, conegut artísticament com Dionisio Fierros Álvarez (Ballota, Cudillero, 5 de maig de 1827 – Madrid, 24 de juny de 1894) va ser un pintor espanyol.
Enviat a Madrid a aprendre l'ofici de sastre amb el seu oncle. Gràcies a la protecció d'una família, va aconseguir entrar a formar-se al taller de José de Madrazo i, dos anys més tard, va esdevenir deixeble de Federico de Madrazo, alhora que cursava estudis a la Reial Acadèmia de Belles Arts de Sant Ferran i copiava obres mestres al Museu del Prado. Va ampliar estudis a París amb el patronatge del marquès de San Adrián. Quan va tornar a Espanya, va residir a Santiago de Compostel·la entre 1855 i 1858. Allà va participar per primera vegada en un certamen el 1858, a l'Exposició Provincial i, com a premi, la Societat Econòmica de la ciutat el va nomenar individu de mèrit de l'entitat. Després va concórrer a les edicions de 1860, 1862, 1864 i 1866 de l'Exposició Nacional de Belles Arts, on va rebre tres medalles de primera, segona i tercera classe, i no va tornar a presentar cap obra en aquest certamen fins a 1881. Tanmateix, sí va participar en exposicions a Londres (1862), Baiona (1864), on ser guardonat amb una medalla d'argent, i París (1867). Posteriorment va tornar a establir-se a Galícia, entre 1872 i 1877.
Quant a la seva obra, va conrear sobretot el paisatge, escenes costumistes gallegues i el retrat. A banda de les seves obres presentades a les exposicions públiques, va participar en la Sèrie Cronològica dels Reis d'Espanya, amb el retrat d'Alfons V. També es conserva el Retrat de Moratín a la Reial Acadèmia de Belles Arts de Sant Ferran, retrats d'Alfons XII i de Maria Cristina d'Àustria, obsequiats a l'Ateneu de Madrid el 1879, una Santa Teresa en èxtasi a la sala capitular del monestir del Escorial, entre d'altres.
Entre les seves obres hi ha:
- Retrat de senyora (1851)
- Alfons V (ca. 1853)
- Una llotja a l'òpera (1862)
- La sortida de missa, a una aldea de la rodalia de Santiago de Galícia (1862)
- La font, quadre de costums de la rodalia de Santiago de Galícia (ca. 1864)
- El pintor Manuel Castellano (1865)
- Episodi del regnat d'Enric III de Castella (1866)